# Скобичівка

Скоби́чівка — село в Україні, у Старобогородчанській сільській територіальній громаді Івано-Франківського району Івано-Франківської області.

## Розташування
Село Скобичівка розташоване за два кілометри від районного центру — селища міського типу Богородчани Богородчанського району Івано-Франківської області — і через річку межує із селом Старі Богородчани. Населення села — 865 осіб (Старобогородчанська громада). Після проголошення незалежності та до 2015 року Скобичівка належала до Старобогородчанської сільської ради. Проте у 2015 році було створено Старобогородчанську сільську територіальну громаду (Об’єднану територіальну громаду. Далі — ОТГ), куди увійшли села Гринівка, Лисівка, Нивочин, Скобичівка і Старі Богородчани. Кожне село отримало власних представників в ОТГ — виборного старосту й депутатів. (застарілі дані)

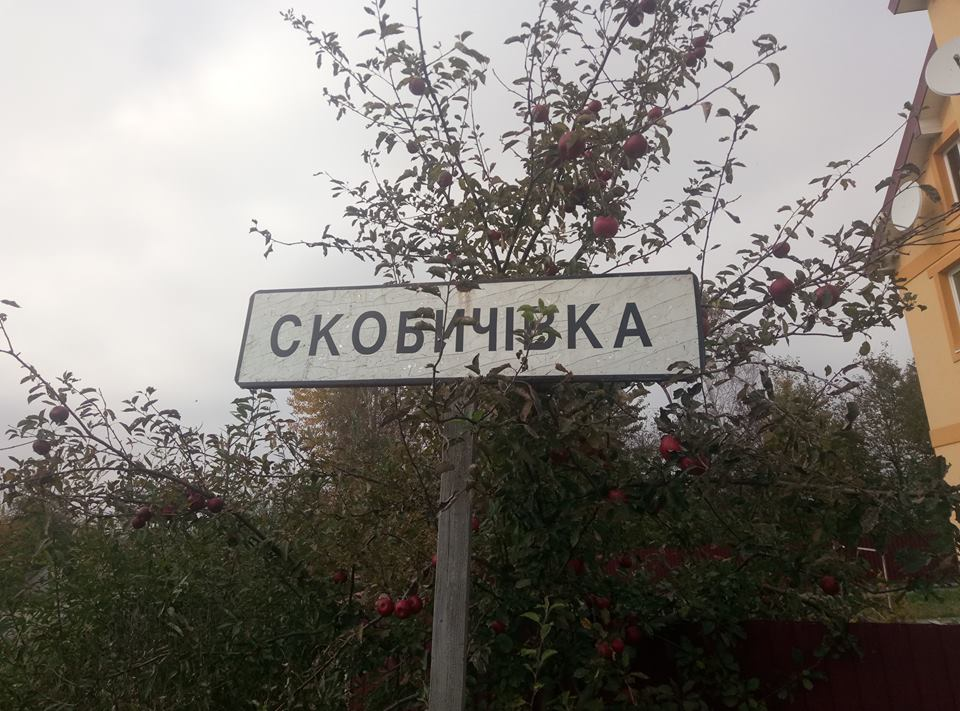
Знак в'їзду в село Скобичівка

## Історія

### Виникнення та тлумачення назви
Перша письмова згадка про село Скобичівку належить до  XVI ст.
Ще в сиву давнину, коли наші прадіди парубкували, жив один багатий пан, і в нього працювали чесні люди. Працювали і днину, і вечорину, і в будень, і в свято, і взимку, і в літку. Свого клаптика землі все ніколи було ні скопати, а чи зорати. Хто б йому що не радив, щоб не казав, нікого не послухає, а робив усе так, щоб йому тільки добре було, і ніхто йому перечити  не смів. А за найменшу провину шмагав батогом та скуб за чівку. Від слів «скубсти чівку» пішла назва села Скобичівка. З тих пір і зветься село Скобичівка.
За версією Д. Бучка, назва села відома з різних історичних джерел: у 1965 році згадується як село Скобичівка, у 1947 році — як хутір Скобичівка, у 1914 році — як присілок Скобичівка, а в 1887 році — як присілок Скобичівка з населенням 312 осіб. У польських джерелах 1899 року населений пункт зафіксовано як Skubyczwóka.
У діалектному мовленні вживається форма «скобичіўка», а також прикметник «скобичівський». Назва, ймовірно, походить від особового імені або прізвища Скобич, яке має аналоги в інших слов’янських антропонімах, таких як Скобко, Скобак, Скобій, Скоб’як, Скобик. Суфікс «-івка» є типовим для утворення назв населених пунктів в українській мові. Поруч із Скобичівкою існує також однойменна назва Скобичівське, що може вказувати на пов’язаний населений пункт або історичну назву.

## Населення

### Мова
Розподіл населення за рідною мовою за даними перепису 2001 року:
| Мова       | Кількість | Відсоток |
| ---------- | --------- | -------- |
| українська | 767       | 100%     |

## Інфроструктура
У селі функціонують:
- церква Різдва Івана Хрестителя;
- початкова школа та дитячий садочок;
- фельдшерсько-акушерський пункт;
- навчально-виховний комплекс;
- сільська бібліотека;
- сільський стадіон.